# کراینر (اکلاهما)
کراینر (به انگلیسی: Criner) یک منطقهٔ مسکونی در ایالات متحده آمریکا است که در شهرستان مک‌کلین، اکلاهما واقع شده‌است.